# سوزان همپشایر
سوزان همپشایر (انگلیسی: Susan Hampshire؛ زادهٔ ۱۲ مهٔ ۱۹۳۷) یک هنرپیشه اهل بریتانیا است. وی از سال ۱۹۴۷ میلادی تاکنون مشغول فعالیت بوده‌است.
وی همچنین برنده جوایزی همچون جایزه امی ساعات پربیننده برای بهترین بازیگر زن در مجموعه کوتاه یا فیلم تلویزیونی شده است.